# (8548) Sumizihara
(8548) Sumizihara (1994 ER3) – planetoida z pasa głównego asteroid okrążająca Słońce w ciągu 4,18 lat w średniej odległości 2,59 au. Odkryta 14 marca 1994 roku.